# たちばな信用金庫
たちばな信用金庫（たちばなしんようきんこ）は、長崎県諫早市に本店を置く信用金庫。長崎県内に本店を置くのは同金庫のみである（従来は佐世保市に本店を置く西九州信用金庫が存在していたが、2010年2月に杵島信用金庫との統合により九州ひぜん信用金庫となり、佐賀県武雄市に本店を置いたためである）。

## 沿革
- 1949年（昭和24年）12月8日 - 中小企業等協同組合法に基づき、諫早商工会議所などが中心となり諫早信用組合を設立。
- 1952年（昭和27年）5月26日 - 信用金庫法に基づき、諫早信用金庫となる。
- 1999年（平成11年）11月1日 - 長崎信用金庫と合併し、たちばな信用金庫となる。
- 2002年（平成14年）7月15日 - 島原信用組合の破綻に伴い、同信用組合の事業承継。
- 2024年（令和6年）10月7日 - この日から磁気の影響を受けにくい新しい通帳（Hi-Co通帳）を取扱開始した(Hi-Co通帳に対応していない信用金庫ATMではHi-Co通帳は使えない。) [1]。